# MG-173

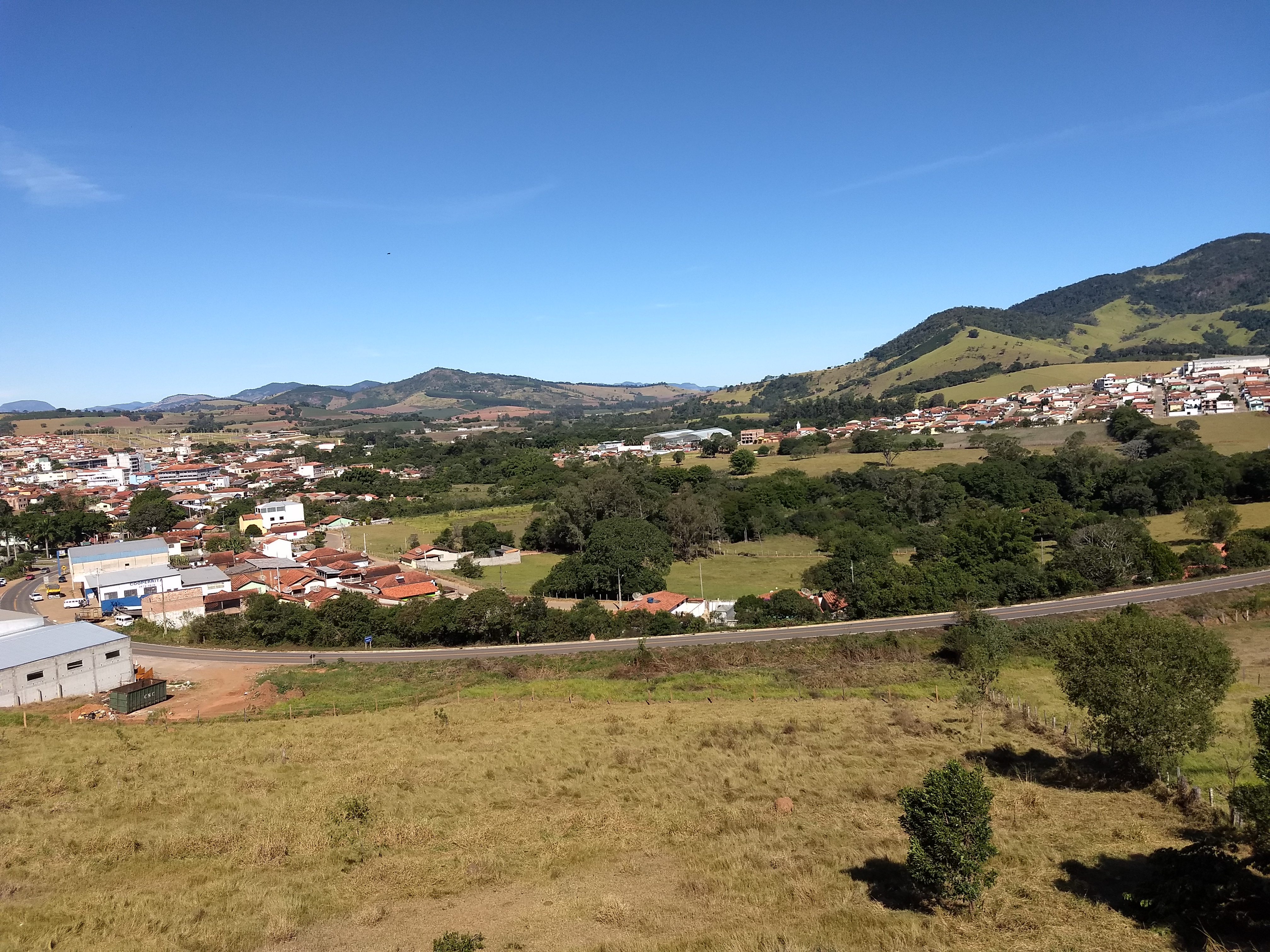
Trecho da rodovia MG-173 em Cachoeira de Minas.

MG-173 é uma rodovia brasileira do estado de Minas Gerais. Pela direção e sentido que ela percorre, é considerada uma rodovia longitudinal. A rodovia é administrada pela EPR Sul de Minas.

## Detalhamento
A rodovia liga a BR-459, em Cachoeira de Minas, à divisa com o estado de São Paulo, no município de Sapucaí-Mirim. Passa pelos municípios de Conceição dos Ouros, Paraisópolis (intersectando brevemente com a rodovia MG-295) e Gonçalves - em Minas Gerais - e pelo município de São Bento do Sapucaí, no estado de São Paulo, em trecho que coincide com a rodovia SP-42, antes de passar por Minas Gerais novamente, em Sapucaí-Mirim.

## Turismo
A rodovia integra o circuito turístico das Serras Verdes do Sul de Minas.